# Filip Wałcerz
Filip Wałcerz (ur. 9 maja 1980 w Poznaniu) – polski pianista, kompozytor i aktor.

## Życiorys
Filip Wałcerz ukończył z wyróżnieniem Akademię Muzyczną im. Ignacego Jana Paderewskiego w Poznaniu, gdzie w latach 2008–2012 pracował na stanowisku Asystenta w Międzywydziałowym Studium Muzyki Kameralnej oraz jako pianista-akompaniator w klasie skrzypiec prof. Jadwigi Kaliszewskiej i prof. Bartosza Bryły. Laureat wielu konkursów pianistycznych m.in.: Nagroda Główna i Nagroda Specjalna na Konkursie Muzyki XX i XXI Wieku organizowanym przez Polskie Towarzystwo Muzyki Współczesnej (ISCM), Pierwsza Nagroda oraz Stypendium Stockhausen Stiftung na Karlheinz Stockhausen Musik Kurse Kurten.
Założyciel zespołu i fundacji muzyki nowej „an_ARCHE NewMusicEnsemble” i „an_ARCHE NewMusicFoundation”.
W latach 2013–2017 był kuratorem i pomysłodawcą serii koncertów „Młodzi wirtuozi na Szachownicy” odbywającego się w Centrum Sztuki i Biznesu Stary Browar w Poznaniu prezentującego najzdolniejszych poznańskich muzyków młodego pokolenia.
Współpracował z wieloma kompozytorami muzyki współczesnej, m.in. Wojtkiem Blecharzem, Rafałem Zapałą, Arturem Kroschelem, Pawłem Hendrichem, Wojciechem Błażejczykiem, z byłym wokalistą grupy Genesis, Rayem Wilsonem, Eleni, In-Grid, z zespołami Stiltskin (2009–2012) czy Budka Suflera.
Skomponował muzykę do filmu „Tata” w reż. Kacpra Anuszewskiego.
Od 2015 występował jako aktor m.in. w serialu Policjantki i policjanci TV4, gdzie w V i VI sezonie zagrał rolę psychologa policyjnego, Oliwiera Wolańskiego (2016-2017). Zagrał również w serialach Na dobre i na złe (2018), Kobiety mafii Patryka Vegi (2018), Przyjaciółki (2017), Barwy szczęścia (2017), Gliniarze (2017-2018), Na sygnale (2016), 48 h. Zaginieni (2023). W telenoweli Klan (serial telewizyjny) wcielił się w postać producenta filmowego Sylwestra Karlickiego. W serialu  Komisarz Alex wcielił się w rolę lekarza (2024).

## Dyskografia
- Genesis Klassik im Radio Berlin (Ray Wilson & Berlin Symphony Ensemble -JaggyD; 2009)
- Genesis Classic live in Poznan (Ray Wilson & Berlin Symphony Ensemble – JaggyD; 2010)
- Unfulfillment (Ray Wilson & Stiltskin – JaggyD; 2011)
- ARC of O (Nicole Mitchel & an_ARCHE NewMusicEnsemble – Rogue.art; 2012)
- Miłości ślad (Eleni; Warner Music; 2013)
- Sonaty (Dymitr Szostakowicz – Ewa Guzowska & Filip Wałcerz; AM; 2014)